# 주우 (삼국지)
주우(周喁, ? ~ ?)는 중국 후한 말의 인물로 자는 인명(仁明)이며 양주(揚州) 회계군(會稽郡) 사람이다. 원술에게 저항하였다.

## 생애
조조가 거병할 때 2천 명을 모아 조조를 따랐다. 이후 반동탁 연합군은 원소와 원술의 양 진영으로 분열하여 싸웠다. 191년(초평 2년) 원소에 의해 예주자사에 임명되어 형 주흔, 주앙과 함께 원술의 예주를 취하려 했으나 기존의 예주자사 손견에게 패하였다. 193년 원술이 수춘(壽春)으로 근거지를 옮긴 후 손분을 보내 주앙을 공격하니 구원에 나섰으나 음릉(陰陵)에서 패하였다. 이후 고향인 회계로 돌아갔는데 허공에게 살해당하였다.

## 가계
- 형제 : 주흔, 주앙

## 같이 보기
- 삼국지 인물 목록

## 참고 문헌
- 장발(張勃), 《오록》 ; 배송지 주석, 《삼국지》46권 오서 제1 손견에서 인용
- 《회계전록》 ; 배송지 주석, 《삼국지》46권 오서 제1 손견에서 인용